# Régional

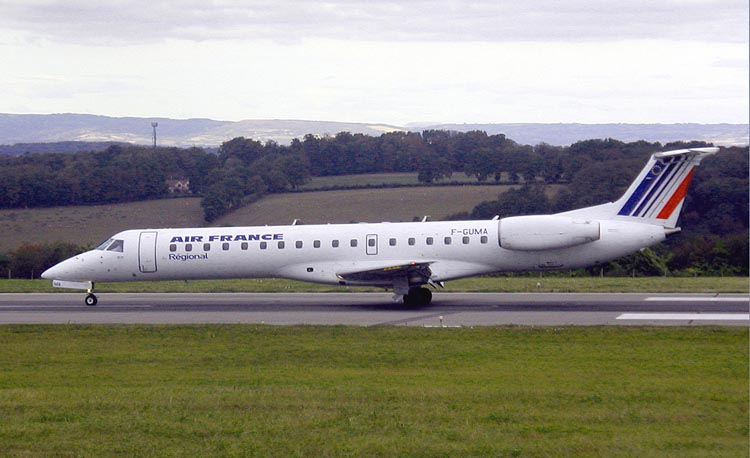

Régional – nieistniejące francuskie regionalne linie lotnicze z siedzibą w Nantes.

## Historia
Linia lotnicza została założona w styczniu 1992 Nantes pod nazwą Regional Airlines. Od marca 2001 należała do Air France i latała w barwach tej linii jako jej część (Air France Régional), obsługując połączenia regionalne. Głównym hubem był port lotniczy Paryż-Roissy-Charles de Gaulle.
W marcu 2013 na bazie kilku regionalnych linii lotniczych, w tym Régional, Air France utworzyło jednego większego przewoźnika. Nowa linia HOP! (od 2019 Air France Hop) przejęła całą flotę i trasy Régional kończąc tym samym jej działalność.